# Campeonato de Segunda División 1917 (Argentina)
El Campeonato de Segunda División 1917 fue el decimonoveno torneo de la Segunda División y el decimoctavo campeonato de la tercera categoría, antecesora de la Primera B y Primera C. Fue organizado por la Asociación Argentina de Football, y disputado por terceros y cuartos equipos, que competían en divisiones superiores, e instituciones con equipos de  juveniles.
Los nuevos participantes fueron Floresta y Talleres United, ambos descendidos de División Intermedia.
Se consagró campeón el Club Sportivo Palermo, tras vencer por 2 a 1 al Club Almagro en la final, ascendiendo ambos y los semifinalistas a División Intermedia.

## Ascensos y descensos
| Pos. | Ascendidos a División Intermedia 1917 |
| ---- | ------------------------------------- |
| ZS   | San Telmo                             |
| ZO   | Eureka                                |
| ZN   | Unión Excursionistas                  |

| Pos. | Descendidos de División Intermedia 1916 |
| ---- | --------------------------------------- |
| s/d  | Floresta                                |
| s/d  | Talleres United                         |

## Sistema de disputa
Los participantes fueron distribuidos en tres zonas geográficas: la Zona Norte, integrada por dos grupos de ocho equipos, uno de siete equipos, y uno de seis equipos; la Zona Sur, integrada por tres grupos de ocho equipos; y la Zona Sur, integrada por dos grupos de nueve equipos. En cada grupo se enfrentaron bajo el sistema de todos contra todos a dos ruedas. Los ganadores de cada grupo se enfrentaron entre sí a eliminación directa a único partido dentro de sus propias zonas.

### Ascensos
Los ganadores de cada zona accedieron a las semifinales y ascendieron a División Intermedia. Se enfrentaron a eliminación directa a único partido. El ganador se consagró a un campeón.

## Equipos participantes
| Equipo                           | Ciudad               |
| -------------------------------- | -------------------- |
| Adrogué                          | Adrogué              |
| América                          | Buenos Aires         |
| Argentino                        | Wilde                |
| Argentino de Banfield            | Banfield             |
| Almagro                          | Buenos Aires         |
| Almagro II                       | Buenos Aires         |
| Alvear                           | Buenos Aires         |
| Atlanta III                      | Buenos Aires         |
| Avellaneda                       | Avellaneda           |
| Avellaneda II                    | Avellaneda           |
| Barracas III                     | Buenos Aires         |
| Barracas Juniors                 | Buenos Aires         |
| Belgrano                         |                      |
| Bellas Artes                     | Villa Ballester      |
| Bernal                           | Bernal               |
| Boca Alumni                      | Wilde                |
| Boca Juniors III                 | Buenos Aires         |
| Boulogne                         | Boulogne             |
| Bristol                          | Buenos Aires         |
| Cambrian                         | Buenos Aires         |
| Ciudadela                        | Ciudadela            |
| Comercio                         | Buenos Aires         |
| Compañía General de Buenos Aires | Buenos Aires         |
| Corinthians                      |                      |
| Del Plata                        | Buenos Aires         |
| Dock Sud                         | Dock Sud             |
| El Comercio                      |                      |
| Ensenada                         | Ensenada             |
| Estudiantes III                  | Buenos Aires         |
| Estudiantes de Bernal            | Bernal               |
| Estudiantes Washington           |                      |
| Estudiantes Washington II        |                      |
| Estudiantil Porteño III          | Buenos Aires         |
| Everton                          | Piñeyro              |
| Federico Lacroze                 |                      |
| Floresta                         | Buenos Aires         |
| Florida                          | Buenos Aires         |
| Francés                          |                      |
| General Mitre                    |                      |
| Gimnasia y Esgrima III           | Buenos Aires         |
| Hipólito Vieytes                 |                      |
| Huracán III                      | Buenos Aires         |
| Independiente III                | Avellaneda           |
| Juncal                           |                      |
| Lanús III                        | Lanús                |
| Martínez                         | Martínez             |
| Nueva Chicago                    | Buenos Aires         |
| Olimpia                          |                      |
| Palermo                          | Buenos Aires         |
| Porteño III                      |                      |
| Plus Ultra                       |                      |
| Racing III                       | Avellaneda           |
| Radium                           |                      |
| Ramos Mejía                      | Ramos Mejía          |
| River Plate III                  | Buenos Aires         |
| San Fernando                     | San Fernando         |
| San Isidro III                   | San Isidro           |
| San Lorenzo de Almagro III       | Buenos Aires         |
| Sud América                      |                      |
| Talleres United                  | Remedios de Escalada |
| Talleres United II               | Remedios de Escalada |
| Tigre III                        | Tigre                |
| Tigre Juniors                    | Tigre                |
| Torre                            |                      |
| Tracción                         | San Martín           |
| Unión                            | Caseros              |
| Victoria                         | Victoria             |
| Villa Ballester                  | Villa Ballester      |
| Villa Ballester II               | Villa Ballester      |
| Villa Real                       |                      |
| Villa Urquiza                    | San Martín           |
| Wilde                            | Wilde                |

## Zona Norte

### Sección 1
| Pos | Equipo                | Pts | PJ | G  | E | P  |
| --- | --------------------- | --- | -- | -- | - | -- |
| 1.º | Sp. Palermo           | 25  | 14 | 11 | 3 | 0  |
| 2.º | Villa Ballester       | 23  | 14 | 10 | 3 | 1  |
| 3.º | San Fernando          | 22  | 14 | 9  | 4 | 1  |
| 4.º | Tracción              | 15  | 14 | 6  | 3 | 2  |
| 5.º | Porteño III           | 12  | 14 | 5  | 2 | 7  |
| 6.º | Juncal                | 6   | 14 | 3  | 0 | 11 |
| 7.º | Estudiantes III       | 5   | 14 | 2  | 1 | 11 |
| 8.º | Estudiantes de Bernal | 5   | 14 | 1  | 2 | 11 |

|  | Clasificado. |

### Sección 2
| Pos | Equipo             | Pts | PJ | G  | E | P  |
| --- | ------------------ | --- | -- | -- | - | -- |
| 1.º | Villa Real         | 23  | 14 | 11 | 1 | 2  |
| 2.º | Boulogne           | 22  | 14 | 10 | 2 | 2  |
| 3.º | El Comercio        | 20  | 14 | 9  | 2 | 3  |
| 4.º | Villa Ballester II | 15  | 14 | 6  | 3 | 5  |
| 5.º | América            | 13  | 14 | 5  | 3 | 6  |
| 6.º | Plus Ultra         | 10  | 14 | 4  | 2 | 8  |
| 7.º | Sp. Belgrano       | 6   | 14 | 3  | 0 | 11 |
| 8.º | Federico Lacroze   | 3   | 14 | 1  | 1 | 12 |

|  | Clasificado. |

### Sección 3
| Pos | Equipo        | Pts | PJ | G | E | P |
| --- | ------------- | --- | -- | - | - | - |
| 1.º | Sp. Martínez  | 18  | 10 | 9 | 0 | 1 |
| 2.º | Alvear        | 18  | 10 | 9 | 0 | 1 |
| 3.º | Villa Urquiza | 9   | 10 | 4 | 1 | 5 |
| 4.º | Florida       | 6   | 10 | 3 | 0 | 7 |
| 5.º | Comercio      | 6   | 10 | 3 | 0 | 7 |
| 6.º | Radium        | 3   | 10 | 1 | 1 | 8 |

|  | Desempate. |

#### Desempate
| Sp. Martínez | 2 - 1 | Alvear |

|  | Clasificado. |

### Sección 4
| Pos | Equipo                 | Pts | PJ | G | E | P  |
| --- | ---------------------- | --- | -- | - | - | -- |
| 1.º | Tigre III              | 21  | 12 | 9 | 3 | 0  |
| 2.º | Victoria               | 19  | 12 | 9 | 1 | 2  |
| 3.º | Unión (C)              | 18  | 12 | 8 | 2 | 2  |
| 4.º | Sud América            | 11  | 12 | 5 | 1 | 6  |
| 5.º | Tigre Juniors          | 8   | 12 | 3 | 2 | 7  |
| 6.º | San Isidro III         | 5   | 12 | 2 | 1 | 9  |
| 7.º | Gimnasia y Esgrima III | 2   | 12 | 0 | 2 | 10 |

|  | Clasificado. |

## Zona Oeste

### Sección 1
| Pos | Equipo                     | Pts | PJ | G  | E | P  |  |
| --- | -------------------------- | --- | -- | -- | - | -- |  |
| 1.º | Almagro                    | 32  | 16 | 16 | 0 | 0  |  |
| 2.º | Ramos Mejía                | 22  | 16 | 10 | 2 | 4  |  |
| 3.º | Nueva Chicago              | 21  | 16 | 10 | 1 | 5  |  |
| 4.º | Floresta                   | 20  | 16 | 9  | 2 | 5  |  |
| 5.º | Cambrián                   | 14  | 16 | 6  | 2 | 8  |  |
| 6.º | Sp. Barracas III           | 11  | 16 | 4  | 3 | 9  |  |
| 7.º | Bristol                    | 10  | 16 | 3  | 4 | 9  |  |
| 8.º | Estudiantes Washington II  | 9   | 16 | 4  | 1 | 11 |  |
| 9.º | San Lorenzo de Almagro III | 5   | 16 | 2  | 1 | 13 |  |

|  | Clasificado. |

### Sección 2
| Pos  | Equipo                           | Pts | PJ | G  | E | P  |
| ---- | -------------------------------- | --- | -- | -- | - | -- |
| 1.º  | General Mitre                    | 36  | 18 | 18 | 0 | 0  |
| 2.º  | Del Plata                        | 29  | 18 | 14 | 1 | 3  |
| 3.º  | Olimpia                          | 26  | 18 | 12 | 2 | 4  |
| 4.º  | Compañía General de Buenos Aires | 24  | 18 | 11 | 2 | 5  |
| 5.º  | Huracán III                      | 19  | 18 | 8  | 3 | 7  |
| 6.º  | Estudiantil Porteño III          | 13  | 18 | 6  | 1 | 11 |
| 7.º  | Atlanta III                      | 10  | 18 | 4  | 2 | 12 |
| 8.º  | Cuidadela                        | 9   | 18 | 4  | 1 | 13 |
| 9.º  | Almagro II                       | 8   | 16 | 3  | 2 | 13 |
| 10.º | Estudiantes Washington           | 8   | 16 | 4  | 0 | 14 |

|  | Clasificado. |

## Zona Sur
Datos:
- No hay datos de cantidad de goles, ni de rondas Posteriores.

### Sección 1
| Pos | Equipo                | Pts | PJ | G  | E | P  |
| --- | --------------------- | --- | -- | -- | - | -- |
| 1.º | Everton (P)           | 23  | 14 | 10 | 3 | 1  |
| 2.º | Argentino de Banfield | 22  | 14 | 10 | 2 | 2  |
| 3.º | Ensenada              | 20  | 14 | 10 | 0 | 4  |
| 4.º | Torre                 | 16  | 14 | 7  | 2 | 5  |
| 5.º | Boca Juniors III      | 10  | 14 | 5  | 0 | 9  |
| 6.º | Sp. Avellaneda II     | 9   | 14 | 3  | 3 | 8  |
| 7.º | Francés               | 7   | 14 | 3  | 1 | 10 |
| 8.º | Adrogué               | 5   | 14 | 2  | 1 | 11 |

|  | Clasificado. |

### Sección 2
| Pos | Equipo            | Pts | PJ | G  | E | P  |
| --- | ----------------- | --- | -- | -- | - | -- |
| 1.º | Talleres United   | 24  | 14 | 11 | 2 | 1  |
| 2.º | River Plate III   | 20  | 14 | 9  | 2 | 3  |
| 3.º | Bellas Artes      | 16  | 14 | 7  | 2 | 5  |
| 4.º | Boca Alumni       | 15  | 14 | 7  | 1 | 6  |
| 5.º | Wilde             | 12  | 14 | 5  | 2 | 7  |
| 6.º | Lanús III         | 11  | 14 | 3  | 5 | 6  |
| 7.º | Independiente III | 7   | 14 | 2  | 3 | 9  |
| 8.º | Hipólito Vieytes  | 6   | 14 | 1  | 4 | 19 |

|  | Clasificado. |

### Sección 3
| Pos | Equipo             | Pts | PJ | G  | E | P  |
| --- | ------------------ | --- | -- | -- | - | -- |
| 1.º | Sp. Argentino      | 25  | 14 | 12 | 1 | 1  |
| 2.º | Barracas Juniors   | 21  | 14 | 9  | 3 | 2  |
| 3.º | Talleres United II | 16  | 14 | 8  | 0 | 6  |
| 4.º | Dock Sud           | 15  | 14 | 5  | 5 | 4  |
| 5.º | Sp. Avellaneda     | 11  | 14 | 5  | 1 | 8  |
| 6.º | Bernal             | 10  | 14 | 4  | 2 | 8  |
| 7.º | Corinthians        | 10  | 14 | 4  | 2 | 8  |
| 8.º | Racing III         | 4   | 14 | 1  | 2 | 11 |

|  | Clasificado. |

## Fase final
|  | Semifinales | Semifinales |         |   | Final | Final |  |
|  |             |             |         |   |       |       |  |
|  |             |             |         |   |       |       |  |
|  | Sp. Palermo |             |         |   |       |       |  |
|  |             |             |         |   |       |       |  |
|  | Victoria    |             |         |   |       |       |  |
|  |             | Sp. Palermo | 2       |   |       |       |  |
|  |             |             | 2       |   |       |       |  |
|  |             |             | Almagro | 1 |       |       |  |
|  | Almagro     | 4           | Almagro | 1 |       |       |  |
|  | Almagro     | 4           |         |   |       |       |  |
|  | Everton (P) | 1           |         |   |       |       |  |
|  | Everton (P) | 1           |         |   |       |       |  |
|  |             |             |         |   |       |       |  |

### Semifinales
|  | Sp. Palermo | vs. | Victoria |  |  |

|  | Almagro | 4:1 | Everton (P) |  |  |

### Final
|  | Sp. Palermo | 2:1 | Almagro |  |  |

|                                 |
|                                 |
| Campeón Sp. Palermo 1.er título |

## Ascensos y descensos
Sportivo Palermo junto con los Clubes Everton de Piñeyro, Almagro y Unión de Caseros, pasan a jugar en la División Intermedia.
No hubo descensos.